# Myrceugenia scutellata
Myrceugenia scutellata là một loài thực vật thuộc họ Myrtaceae. Đây là loài đặc hữu của Brasil.